# 木所正直
木所 正直（きどころ まさなお、1913年〈大正2年〉9月28日 - 1979年〈昭和54年〉4月27日）は、日本の医学博士、歯科医師、教育者。
1935年に日本大学歯学部を卒業し、後に日本大学歯学部の教授や国際歯科学士会日本部会第8代会長を務めた。